# Batalion KOP „Dawidgródek”

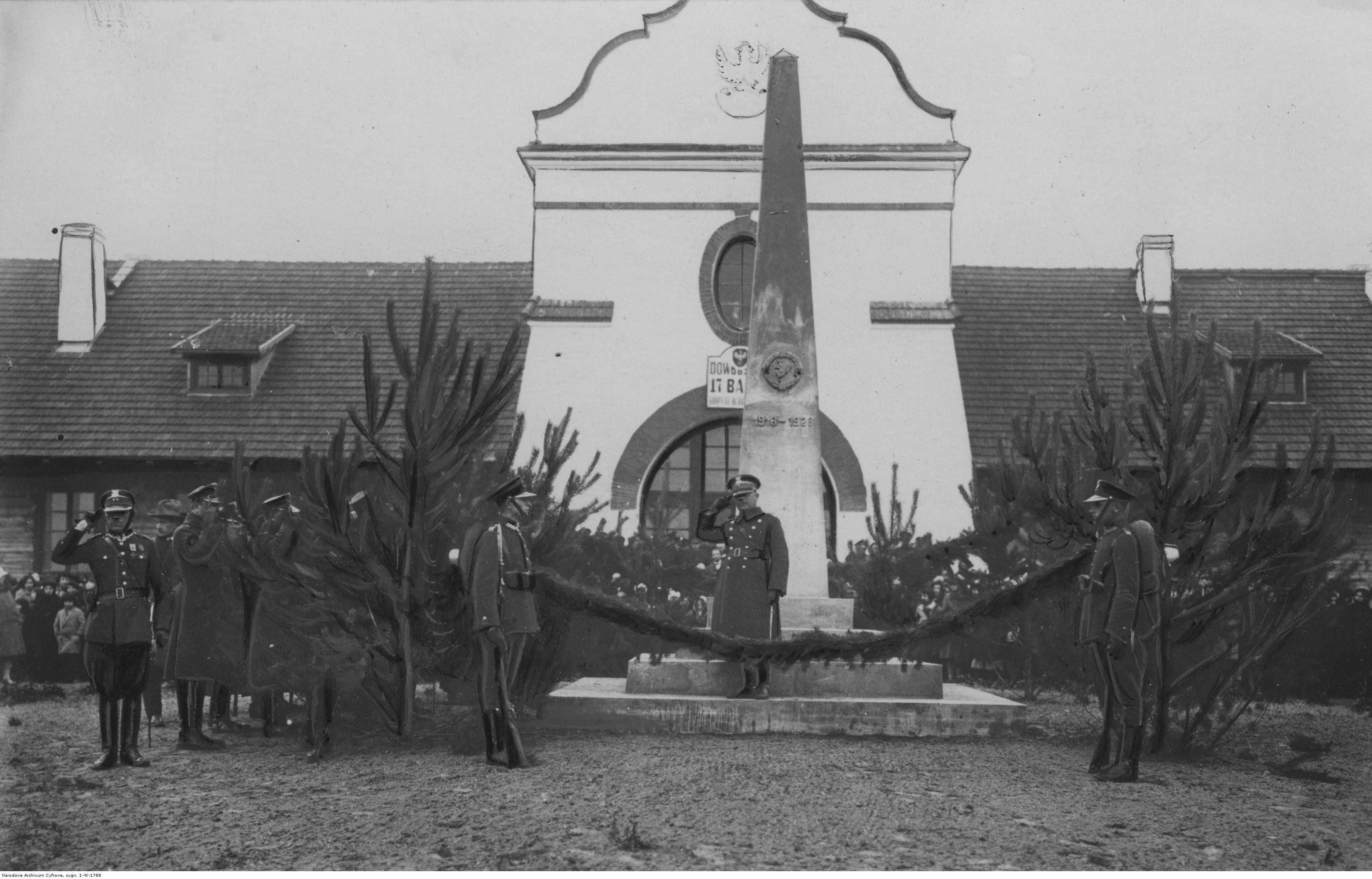
17 batalion KOP „Dawidgródek”; uroczystości X-lecia istnienia Korpusu.

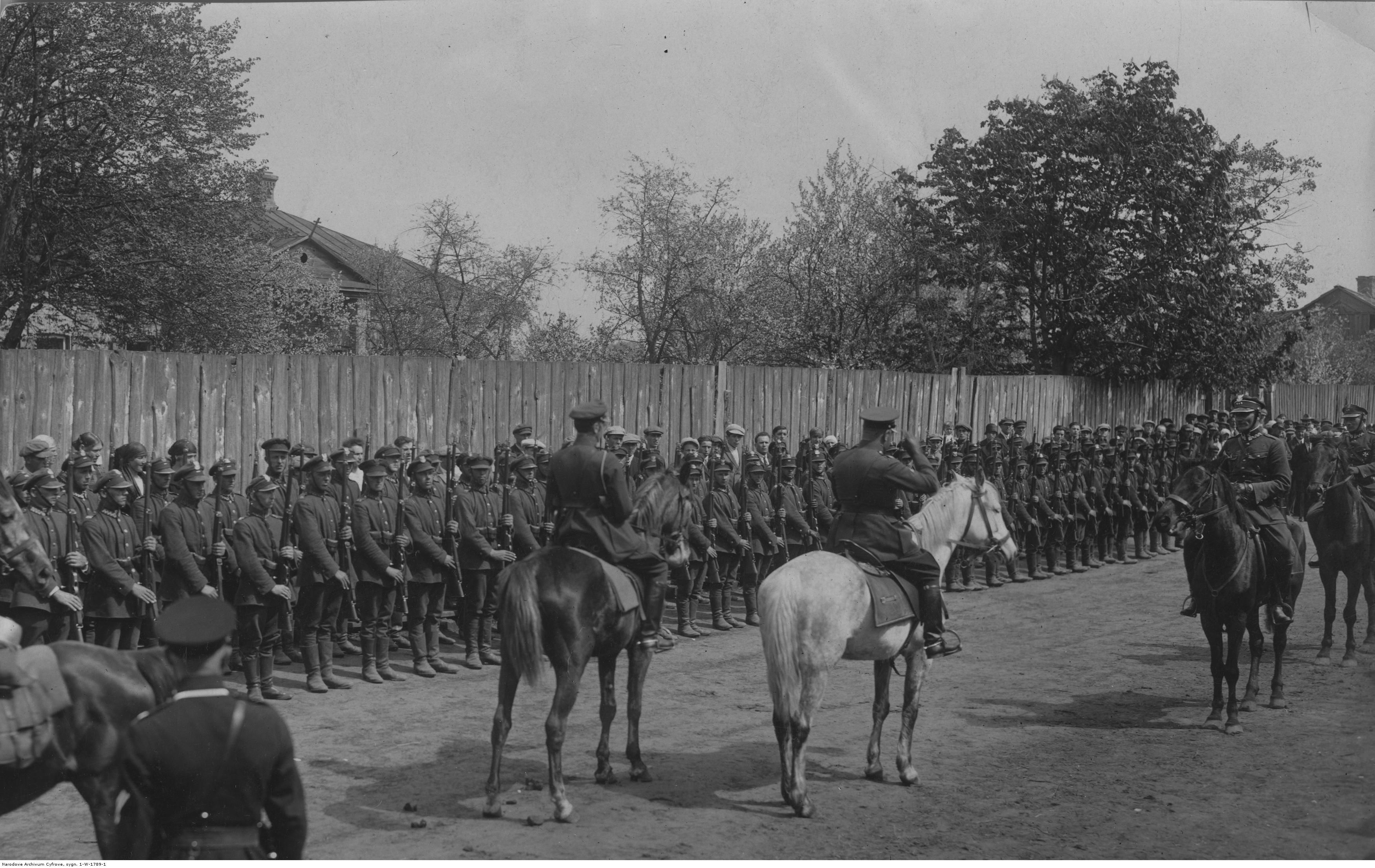
17 batalion KOP „Dawidgródek”. Święto żołnierza polskiego; raport oddziałów.

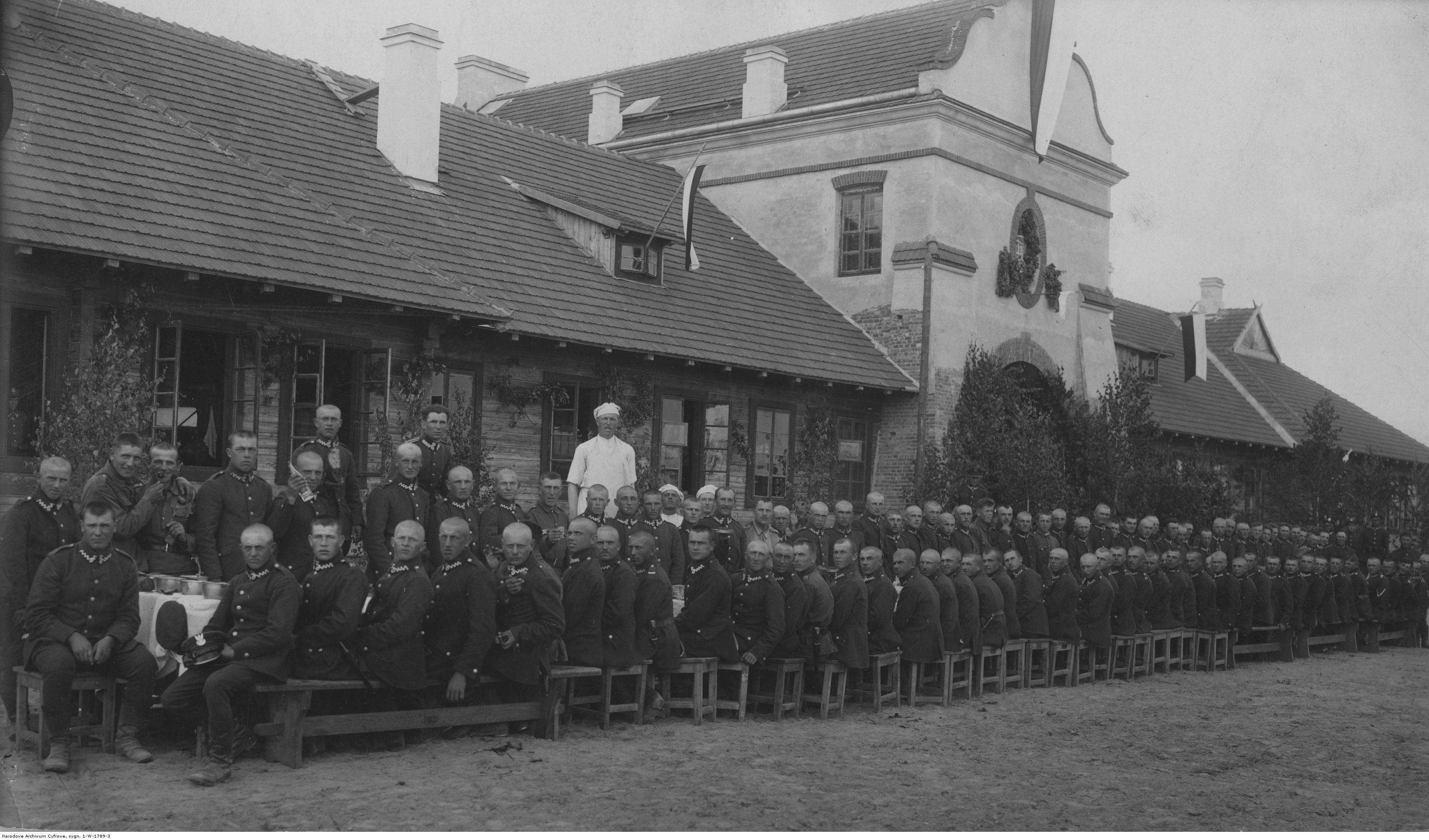
17 batalion KOP „Dawidgródek”. Święto żołnierza polskiego; obiad dla żołnierzy.

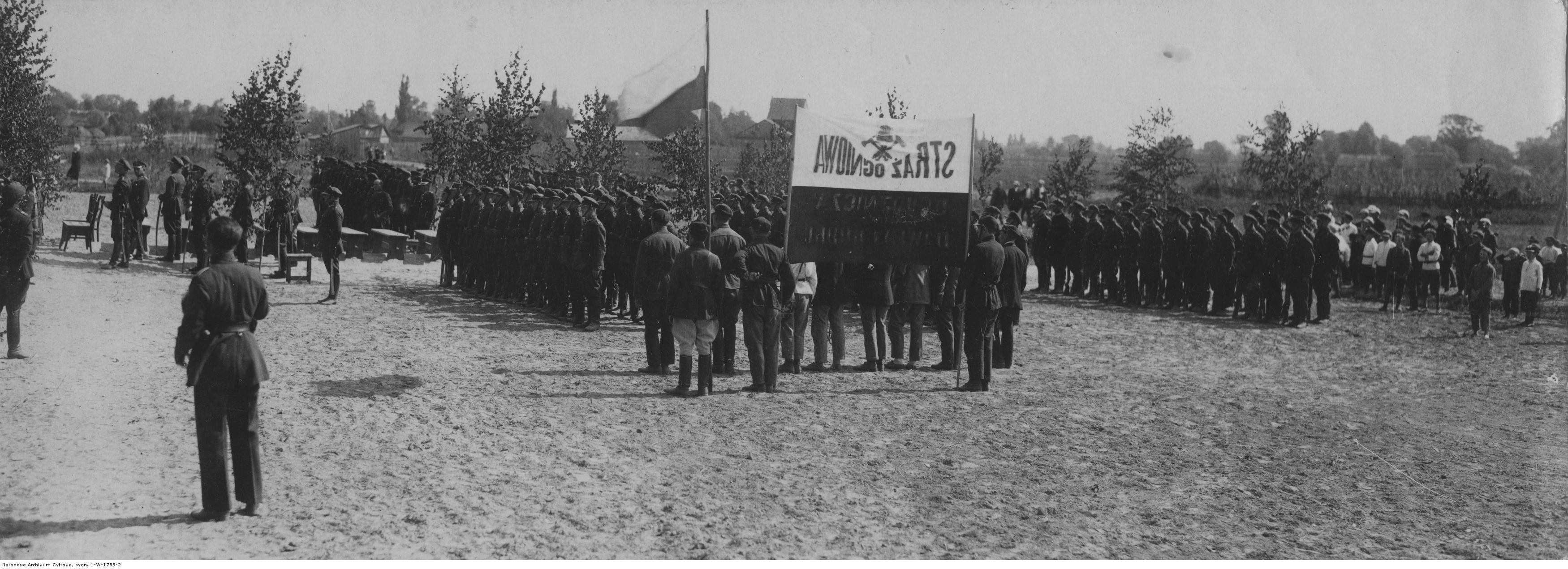
17 batalion KOP „Dawidgródek”. Święto żołnierza polskiego 1931; msza polowa

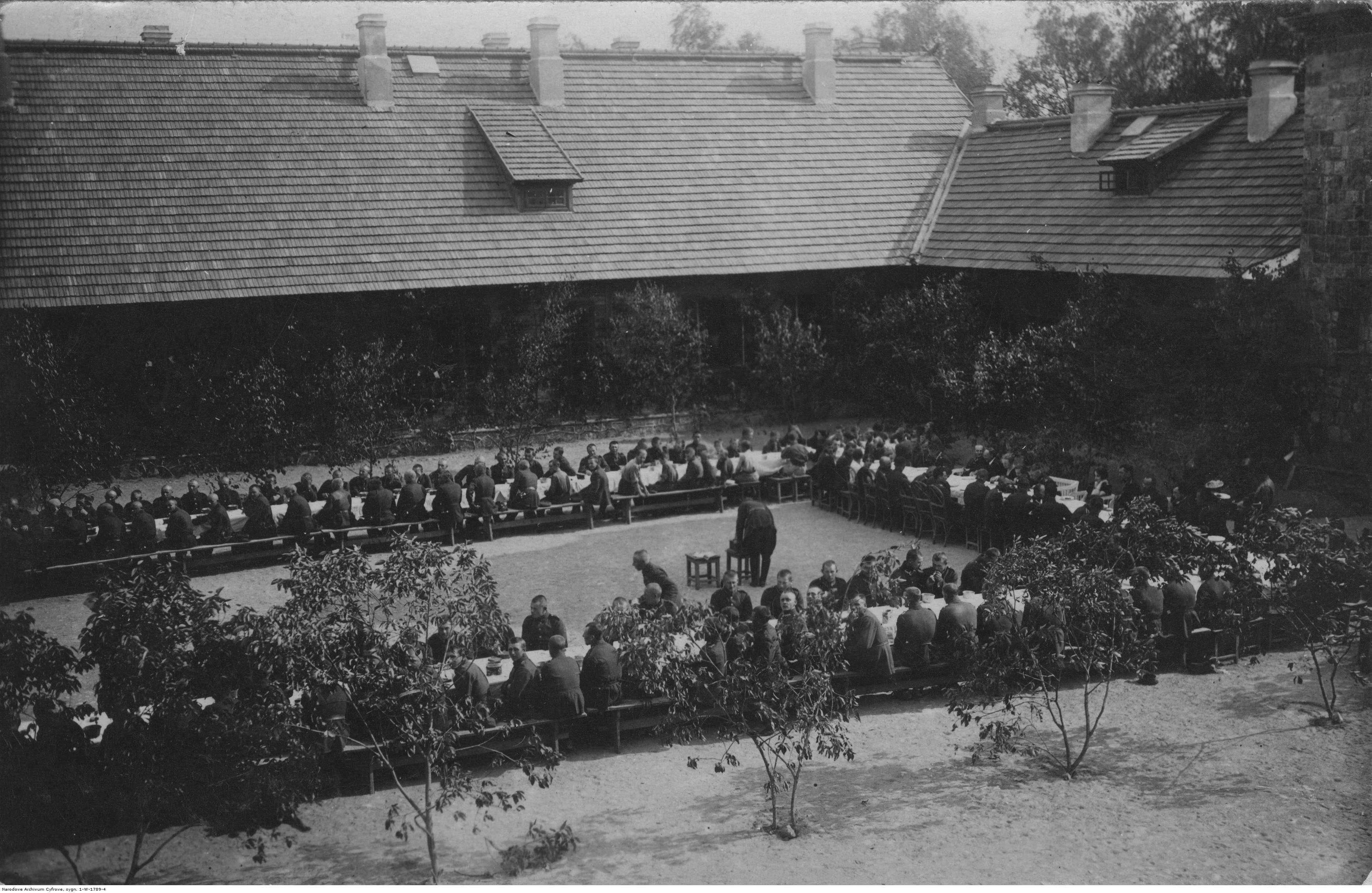
Święto żołnierza polskiego w 17 batalionie KOP „Dawidgródek”. Obiad na dziedzińcu koszar

Batalion KOP „Dawidgródek” – pododdział piechoty, podstawowa jednostka taktyczna Korpusu Ochrony Pogranicza.
We wrześniu 1939 jednostka sformowała I batalion 97 pułku piechoty.

## Formowanie i zmiany organizacyjne
Na posiedzeniu Politycznego Komitetu Rady Ministrów, w dniach 21-22 sierpnia 1924, zapadła decyzja powołania Korpusu Wojskowej Straży Granicznej. 12 września 1924 Ministerstwo Spraw Wojskowych wydało rozkaz wykonawczy w sprawie utworzenia Korpusu Ochrony Pogranicza, a 17 września instrukcję określającą jego strukturę. W drugim etapie organizacji KOP, w terminie do 1 marca 1925, sformowano 5 Brygadę Ochrony Pogranicza, a w jej składzie 17 batalion graniczny „Dawidgródek”. Podstawą formowania był rozkaz Ministra Spraw Wojskowych nr 1600/tjn./O.de B/25. Jednostką formującą był 83 pułk piechoty . Dowództwo jednostki stacjonowało w Dawidgródku, w powiecie stolińskim ówczesnego województwa poleskiego.
 25 lutego 1925 major Julian Mamczyński został przeniesiony z 32 pułku piechoty w Modlinie do KOP na stanowisko dowódcy 17 batalionu granicznego.

Długość ochranianego przez batalion odcinka granicy wynosiła 87 kilometrów, przeciętna długość pododcinka kompanijnego to 29 kilometrów, a strażnicy 6 kilometrów. Odległość dowództwa batalionu od dowództwa brygady wynosiła 30 kilometrów.
Aby zapewnić odpowiednią liczbę żołnierzy o specjalności saperskiej, z dniem 1 kwietnia 1928, przy 17 batalionie granicznym w Dawigródku utworzono brygadowy ośrodek wyszkolenia pionierów.
W 1929 5 Brygada Ochrony Pogranicza została przemianowana na Brygadę KOP „Polesie”, natomiast wchodzący w jej skład 17 batalion graniczny otrzymał obok numeru nazwę miejscowości, w której stacjonował - „17 batalion graniczny «Dawidgródek»””.
W tym czasie batalion na uzbrojeniu posiadał 712 karabinów Mauser wz. 1898, 51 lekkich karabinów maszynowych Bergmann wz. 1915 i 8 ciężkich karabinów maszynowych Maxim wz. 1908.
W 1931 pododdział został przemianowany na batalion KOP „Dawidgródek”.
W wyniku reorganizacji batalionu w 1931, w miejsce istniejących plutonów karabinów maszynowych, utworzono kompanię karabinów maszynowych. Rozwinięto też kadry kompanii szkolnej do pełnoetatowej kompanii odwodowej. Po przeprowadzonej reorganizacji „R.2” batalion składał się z dowództwa batalionu, plutonu łączności, kompanii karabinów maszynowych, kompanii odwodowej i trzech kompanii granicznych.
W listopadzie 1936 batalion etatowo liczył 20 oficerów, 69 podoficerów, 25 nadterminowych i 614 żołnierzy służby zasadniczej.
Rozkazem dowódcy KOP z 23 lutego 1937 została zapoczątkowana pierwsza faza reorganizacji Korpusu Ochrony Pogranicza „R.3”. Batalion otrzymał nowy etat. Był jednostką administracyjną dla kompanii saperów KOP „Stolin”, posterunku żandarmerii KOP „Dawidgródek”, komendy powiatu pw KOP „Stolin”. W wyniku realizacji drugiej fazy reorganizacji KOP, latem 1937, budynki likwidowanej strażnicy „Futor Tejca” nakazano rozebrać, budynki strażnicy „Dubok” rozebrać, a materiał wykorzystać do budowy strażnicy „Malaszewo”.
Z dniem 15 maja 1939 batalion stał się oddziałem gospodarczym. Stanowisko kwatermistrza batalionu przemianowane zostało na stanowisko zastępcy dowódcy batalionu do spraw gospodarczych, płatnika na stanowisko oficera gospodarczego, zastępcy oficera materiałowego dla spraw uzbrojenia na zbrojmistrza, zastępcy oficera materiałowego dla spraw żywnościowych na oficera żywnościowego.
Zmobilizowany w 1939 batalion został włączony w struktury rezerwowej 38 Dywizji Piechoty, jako I batalion 97 pułku piechoty, dzieląc losy innych jednostek armii Karpaty.
Po odejściu batalionu przeznaczonego dla 38 Dywizji Piechoty garnizon jednostki w Dawidgródku wyposażył i doprowadził do stanu etatowego (poprzez wcielenie nowych rekrutów i rezerwistów) jednostkę na nowo od podstaw. Batalion wszedł w skład Brygady KOP „Polesie”. Po odtworzeniu, batalion ochraniał granicę z ZSRR o długości 78,205 km. Od 17 września 1939 brał udział w obronie ówczesnej wschodniej granicy państwa przed sowieckim agresorem.

## Służba graniczna
Batalion graniczny był podstawową jednostką taktyczną Korpusu Ochrony Pogranicza przeznaczoną do pełnienia służby ochronnej na powierzonym mu odcinku granicy polsko-radzieckiej, wydzielonym z pasa ochronnego brygady. Odcinek batalionu dzielił się na pododcinki kompanii, a te z kolei na pododcinki strażnic, które były „zasadniczymi jednostkami pełniącymi służbę ochronną”, w sile półplutonu. Służba ochronna pełniona była systemem zmiennym, polegającym na stałym patrolowaniu strefy nadgranicznej i tyłowej, wystawianiu posterunków alarmowych, obserwacyjnych i kontrolnych stałych, patrolowaniu i organizowaniu zasadzek w miejscach rozpoznanych jako niebezpieczne, kontrolowaniu dokumentów i zatrzymywaniu osób podejrzanych, a także utrzymywaniu ścisłej łączności między oddziałami i władzami administracyjnymi. Batalion graniczny KOP „Dawidgródek” w 1934 ochraniał odcinek granicy państwowej szerokości 75 kilometrów 840 metrów. Po odtworzeniu w 1939, batalion ochraniał granicę długości 78 kilometrów 205 metrów.
Bataliony sąsiednie:
- 16 batalion KOP „Sienkiewicze” ⇔ 18 batalion KOP „Rokitno”

## Walki batalionu
Walki o strażnice:

Strzegący granicy batalion graniczny mjr. Tomaszewskiego 17 września 1939 rozpoczął walki ze sporadycznie atakującymi strażnice pododdziałami 18 Oddziału Wojsk Pogranicznych NKWD. Kompanie graniczne zdołały utrzymać w tym dniu swoje pozycje. Wieczorem obsady strażnic, z wyjątkiem strażnicy „Maleszewo”, wycofały się. Strażnica „Maleszewo” została zdobyta 19 września po krótkotrwałej walce. Na strażnicy zginęło dwóch, jeden został ranny, a do niewoli dostało się ośmiu żołnierzy.
W walkach odwrotowych z Armią Czerwoną:

Na wiadomość o wkroczeniu Armii Czerwonej, dowódca KOP gen. bryg. Wilhelm Orlik-Rückemann wydał 17 września w Dawidgródku rozkaz stawienia oporu i jednoczesnej koncentracji batalionów na zapleczu fortyfikacji na rzece Słucz, w rejonie Moroczna, Lubieszowa i Siedliszcza. Koncentracja miała być realizowana pod osłoną fortyfikacji obsadzonych przez pułk KOP „Sarny”.
Baon KOP „Dawidgródek” we wczesnych godzinach rannych 19 września wycofał się pod naporem nieprzyjaciela z Dawidgródka w kierunku Stolina. 20 września przeszedł rzekę Styr pod Starymi Końmi. Baon, mimo bardzo słabego uzbrojenia i wyposażenia, stanowił zwartą jednostkę.
Ostatecznie, w rejonie Kuchecka Wola-Kuchcze-Chrapin-Moroczno, zebrało się około 8700 żołnierzy, w tym blisko 300 oficerów. Na podstawie rozkazu gen. bryg. Orlika-Rückemanna powstało tu improwizowane Zgrupowanie KOP. Batalion wszedł w jego skład.

## Struktura organizacyjna

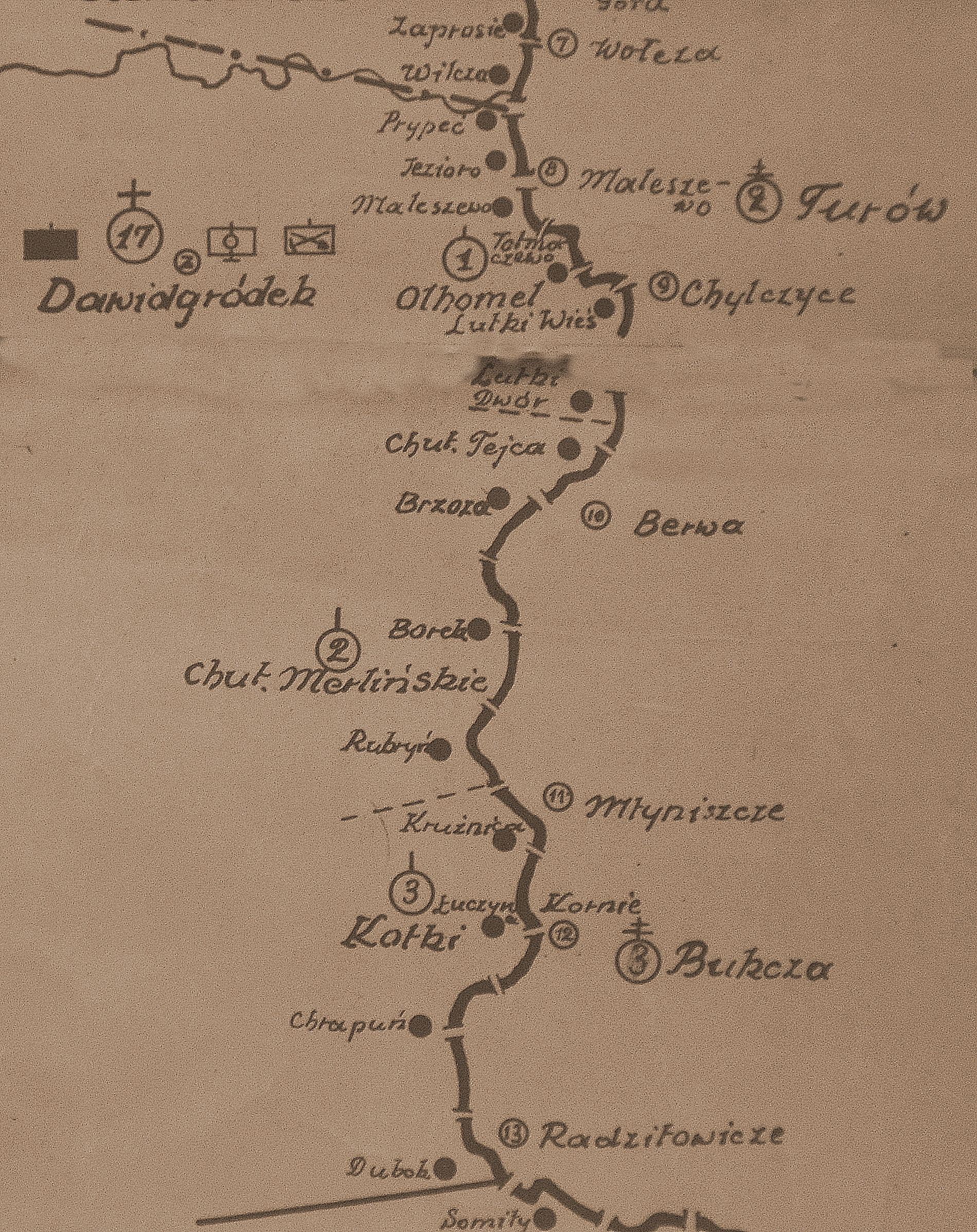
Rozmieszczenie batalionu KOP „Dawidgródek” w 1931

Organizacja batalionu w 1934:
- dowództwo batalionu
- pluton łączności
- kompania odwodowa
- kompania karabinów maszynowych
- 1 kompania graniczna KOP „Olhomel”
- 2 kompania graniczna KOP „Chutory Merlińskie”
- 3 kompania graniczna KOP „Kołki”

Odtworzona struktura organizacyjna w 1939
- dowództwo batalionu
- kompania odwodowa
- kompania ckm
- pluton łączności
- 1 kompania graniczna KOP „Olhomel”
- 2 kompania graniczna KOP „Chutory Merlińskie”
- 3 kompania graniczna KOP „Kołki”

## Kadra batalionu
Dowódcy batalionu
- mjr Julian Mamczyński (25 II 1925[30] – X 1927[31])
- mjr / ppłk piech. Rudolf Wojnar[d] (XI 1927[37] – III 1930[38])
- mjr piech. Franciszek Uhrynowicz (III 1930[39][38][e] – był V 1932[41]  – XII 1932 → kwatermistrz 37 pp)
- mjr / ppłk piech. Stefan Zając (16 XII 1932[f] – 19 IX 1936[40])
- mjr Stanisław Nowicki (19 IX 1936 – 19 XI 1936[40])
- mjr Józef Jakub Trzęsiński (11 XII 1936[42] – 1939 → dowódca I/97 pp[40])
- mjr Jacek Tomaszewski (1939[19])

Obsada personalna w marcu 1939
- dowódca batalionu − mjr piech. Józef Jakub Trzęsiński[h]
- zastępca dowódcy batalionu − mjr piech. Jan Ludwik Wiśniewski
- adiutant − kpt. piech. Michał Garwoliński[i]
- kwatermistrz – kpt. adm. (piech.) Kazimierz Stanisław Mikuliński
- oficer materiałowy – kpt. piech. Jan Borowczyk
- oficer płatnik – kpt. int. Jan Łukaszewicz
- lekarz medycyny – kpt. lek. dr Edward Bronisław Reichert
- dowódca 1 kompanii granicznej − kpt. piech. Kazimierz Zaborszczyk[j] → dowódca 1/97 pp
- dowódca plutonu - por. piech. Kazimierz Szemiot → dowódca I plutonu 2/97 pp
- dowódca 2 kompanii granicznej − kpt. piech. Franciszek Antoni Pałka[k]
- dowódca plutonu - por. piech. Edward Suchcicki → dowódca 3/97 pp
- dowódca 3 kompanii granicznej − kpt. piech. Stefan Bieganowski[l]
- dowódca plutonu - por. piech. Włodzimierz Daniel Pirożek
- dowódca kompanii odwodowej − kpt. piech. Antoni Berowski[m]
- dowódca plutonu - por. piech. Mieczysław Bolesław Zborowski
- dowódca kompanii km − kpt. piech. Władysław Witold Chełchowski[n] → dowódca 1 kckm 97 pp
- dowódca plutonu - por. piech. Marian Franciszek Furtak
- dowódca plutonu łączności - kpt. piech. Stanisław Antoni Stolarski